# Панико, Джованни
Джованни Панико (итал. Giovanni Panico; 12 апреля 1895, Триказе, королевство Италия — 7 июля 1962, там же) — итальянский куриальный кардинал и ватиканский дипломат. Титулярный архиепископ Джустинианы Примы с 17 октября 1935 по 19 марта 1962. Апостольский делегат в Австралии, Новой Зеландии и Океании с 17 октября 1935 по 28 сентября 1948. Апостольский нунций в Перу с 28 сентября 1948 по 14 ноября 1953. Апостольский делегат в Канаде с 14 ноября 1953 по 25 января 1959. Апостольский нунций в Португалии с 25 января 1959 по 19 марта 1962. Кардинал-священник с 19 марта 1962, с титулом церкви Санта-Тереза-аль-Корсо-д’Италия с 24 мая 1962.